# 11524 Плейєль
11524 Плейєль (11524 Pleyel) — астероїд головного поясу, відкритий 2 серпня 1991 року.
Тіссеранів параметр щодо Юпітера — 3,503.